# Marc Slonim
Mark Lvovitch Slonim (en russe : Марк Льво́вич Сло́ним), né le 23 mars 1894 à Odessa et mort le 15 mai 1976 à Beaulieu-sur-Mer, est un homme politique, critique littéraire, érudit et traducteur russe.

## Biographie
Né à Odessa aujourd'hui en Ukraine bien que certaines sources le disent à tort natif de Novhorod-Siverskyï, ses parents sont des intellectuels juifs russes de la classe moyenne supérieure.
Après des études à Odessa, il étudie à partir de 1911 la littérature et la philosophie à l'université de Florence en Italie où il obtient son doctorat. En 1914, il publie en Italie une traduction du cycle de poésie d'Ivan Tourgueniev, Senility et, en 1918, est également diplômé de l'université impériale de Saint-Pétersbourg.
Propagandiste et excellent orateur, il soutient le gouvernement provisoire et devient membre à vie du Parti socialiste révolutionnaire. Il est en 1917, député pour la Bessarabie à l'Assemblée constituante russe. Membre de l'Hetmanat il aide Gregory Zilboorg à publier un journal clandestin contre les bolcheviks et contre les nationalistes ukrainiens.
Il rejoint le gouvernement de Samara durant les premières phases de la guerre civile, s'opposant à la fois aux bolcheviks et aux éléments conservateurs du mouvement blanc. Affecté à la délégation étrangère de son parti, Slonim fait pression sans succès pour le retour de la Bessarabie à la Russie lors de la conférence de paix de Paris. Après un court séjour en Toscane, il s'installe en Tchécoslovaquie en 1922 et y devient rédacteur en chef de la revue Volya Rossii.
Slonim est également un érudit littéraire. Formé en Italie, il devient le théoricien littéraire et chroniqueur de Volya Rossii. Il encourage le côté libéral-progressiste et moderniste des intellectuels émigrés blancs. Il fait valoir, contre des conservateurs tels que Zinaïda Hippius, que les exilés ont besoin d'apprécier les changements survenus en Union soviétique et sont devenus l'un des premiers vulgarisateurs d'écrivains soviétiques en Occident. Il est également l'un des principaux soutiens (et un ami intime) de la poétesse Marina Tsvetaïeva.
En 1928, convaincu que la littérature russe en exil est en fait morte, Slonim s'installe à Paris et, en tant qu'antifasciste, s'ouvre au patriotisme soviétique. Ses contacts des années 1930 avec l'Union pour le rapatriement sont particulièrement controversés. En 1934, il édite chez Plon les Mémoires d'une aventurière. 1833-1852 d'Adèle Hommaire de Hell, d'attribution douteuse,. Il échappe à la Seconde Guerre mondiale et arrive aux États-Unis à bord du SS Navemar, passant les années 1940 et 1950 comme enseignant au Sarah Lawrence College. Il continue à publier des tracts et des manuels sur des sujets littéraires russes, familiarisant le public américain avec les grandes tendances de la poésie et de la fiction soviétiques. Il passe ses dernières années à Genève, où il traduit le livre d'Andreï Biély Silver Dove.

## Œuvres
- Russian Theater: From the Empire to the Soviets, New York, Collier, 1962
- Histoire de la littérature russe soviétique, L'Age d'homme, 1985